# Wilkesville (Ohio)
Wilkesville es una villa ubicada en el condado de Vinton en el estado estadounidense de Ohio. En el Censo de 2010 tenía una población de 149 habitantes y una densidad poblacional de 196,35 personas por km².

## Geografía
Wilkesville se encuentra ubicada en las coordenadas 39°4′35″N 82°19′36″O / 39.07639, -82.32667. Según la Oficina del Censo de los Estados Unidos, Wilkesville tiene una superficie total de 0.76 km², de la cual 0.76 km² corresponden a tierra firme y (0.34%) 0 km² es agua.

## Demografía
Según el censo de 2010, había 149 personas residiendo en Wilkesville. La densidad de población era de 196,35 hab./km². De los 149 habitantes, Wilkesville estaba compuesto por el 99.33% blancos, el 0.67% eran afroamericanos, el 0% eran amerindios, el 0% eran asiáticos, el 0% eran isleños del Pacífico, el 0% eran de otras razas y el 0% pertenecían a dos o más razas. Del total de la población el 2.68% eran hispanos o latinos de cualquier raza.